# 434 Hungaria
Hungaria (asteroide 434) é um asteroide da cintura principal, a 1,80106067 UA. Possui uma excentricidade de 0,07376735 e um período orbital de 990,38 dias (2,71 anos).
Hungaria tem uma velocidade orbital média de 21,35937875 km/s e uma inclinação de 22,50647588º.
Este asteroide foi descoberto em 11 de Setembro de 1898 por Max Wolf.
Este asteroide recebeu este nome em homenagem ao país europeu Hungria.